# بنصريات
البِنْصِريات (الاسم العلمي: Calamitaceae)، فصيلة نباتات منقرضة من رتبة الكنباثيات. ظهرت خلال العصر الفحمي.